# قبة الساعات

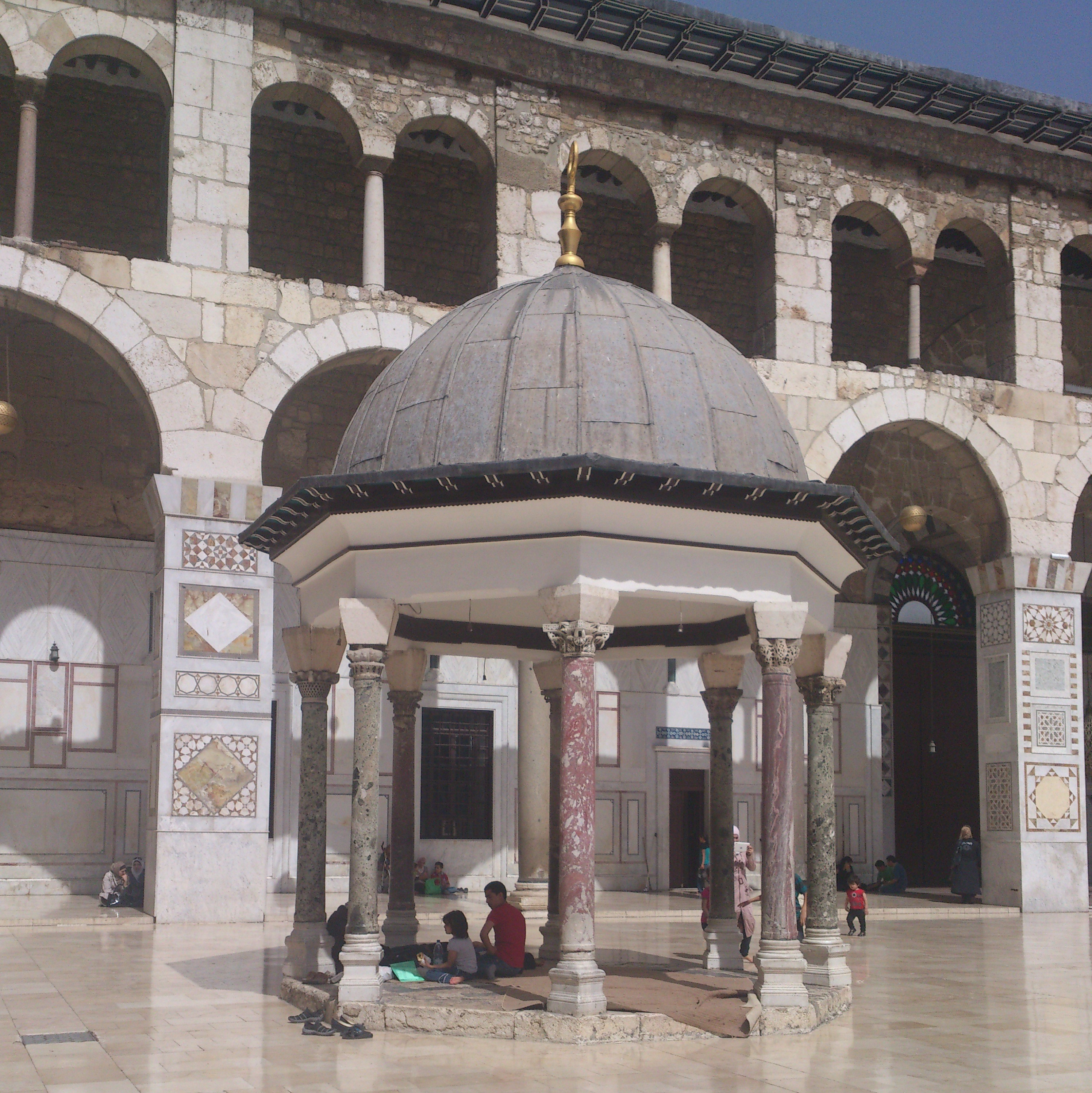
قبة الساعات

قبة الساعات، ويقال عنها أيضا قبة زين العابدين أو القبة الشرقية كما ذكرها الشيخ علي الطنطاوي، هي قبة في الجزء الشرقي من صحن المسجد الأموى في سوريا، بنيت أيام الخليفة العباسي (المهدي) سنة 160 للهجرة، وكانت تسمى بذلك العصر بقبة يزيد، وما زالت قائمة، وقد كان فيها عدة أنواع من الساعات الزمنية الخاصة بالمسجد فسميت بقية الساعات.

## وصف القبة
هي بناء صغير مثمن الشكل، وتقوم على ثمانية أعمدة من الرخام، نصفها أخضر موشحا بالبياض أرقش، والنصف الآخر أحمر (رماني). رتبت هذه الأعمدة بالتناوب، ويعلوها تيجان رائعة الصنع من الرخام الأبيض، وتختلف زخارف كل عمود عن الآخر، ويعلو التيجان أحجار هرمية.
وللأعمدة قواعد من الرخام الأبيض من الطراز القديم، وكانت الأخشاب المزخرفة تكسو المثمن الخشبي من الداخل، وتتألف من فروع نباتية ملتفة تخرج من كؤوس منحوتة في زوايا المثمن، أما غطاء القبة فهي مصنوعة من هيكل خشبي تحت كسوتها الداخلية أخشاب رائعة الحفر تكسو المثمن المحمول فوق الأعمدة والمصنوعة من جسور خشبية غليظة، ويشبه سقفها آنذاك بالقلنسوة العالية.

## عمليات الترميم
سقطت قبة زين العابدين بالزلزال الهائل الذي ضرب دمشق في نصف تشرين الأول سنة 1173 هجرية ومن ثم أعيد بناؤها على جدران مؤلفة من مداميك صغيرة من الحجارة الأبلقية البيضاء والسوداء ويعلوها رفرف وقبة من الرصاص .
على بابها لوحة رخامية كتب عليها باللغة التركية تؤرخ بناءها في عهد السلطان العثماني محمود عام 1234 هجرية الموافق 1818 للميلاد وعليها طغراء السلطان وذات طابع مميز للزخارف السائدة في نهاية القرن الثامن عشر.
تصدعت جدران القبة في العام 1958 للميلاد فعمدت مديرية الأوقاف إلى فك جانب من جدرانها من أجل تجديدها فبدت معالمها الأصلية الجميلة فعدلوا عن الترميم وأزيلت جميع الأحجار لإظهار جمال زخارف هذه القبة وما زالت إلى اليوم.
أما اليوم فقد أزيلت الجدران والإضافات العثمانية منها وعادت القبة إلى شكلها الأصلي كما كانت عليه بالماضي وكشف عن تيجان الأعمدة الرخامية وبقايا الكسوة الخشبية ذات النقوش الرائعة.